# 加拿大横贯步道
加拿大横贯步道（英語：Trans Canada Trail），于2016年9月至2021年6月间正式更名为“The Great Trail”，是一条横跨加拿大的绿道、水道和公路系统，连接了大西洋、太平洋和北冰洋。该步道全长超过24,000公里，是目前世界上最长的休闲多用途步道网络。该步道的构想始于1992年，正值加拿大125周年庆典之际。从那时起，该步道得到了个人、企业、基金会和各级政府的捐赠支持。
加拿大横贯步道也同时是负责筹集资金用于步道持续发展的非营利组织的名称，缩写“TCT”。然而，该步道在地方层面上由地方拥有和运营。
2017年8月26日，TCT庆祝了该步道的连接，举行了在加拿大各地的众多活动。TCT表示计划使步道更易接近，用绿道取代临时公路，向步道增加新的支线和回路，并在需要时为紧急维修提供资金支持。

## 步道构想的起源
加拿大横贯步道的构想起源于于1992年举行的加拿大125周年庆典。这种跨国绿道系统的概念在世界范围内也有相应的类似项目，如歐洲自行車路網、英国的国家自行车网络和美国有编号的自行车路线网络。

## 资金支持
加拿大横贯步道的资金主要来自加拿大联邦和各省政府，同时也得到了企业和个人捐助者的重要贡献。首个完成指定步道段的省份是爱德华王子岛省（参见“联邦步道”）。

## 照片

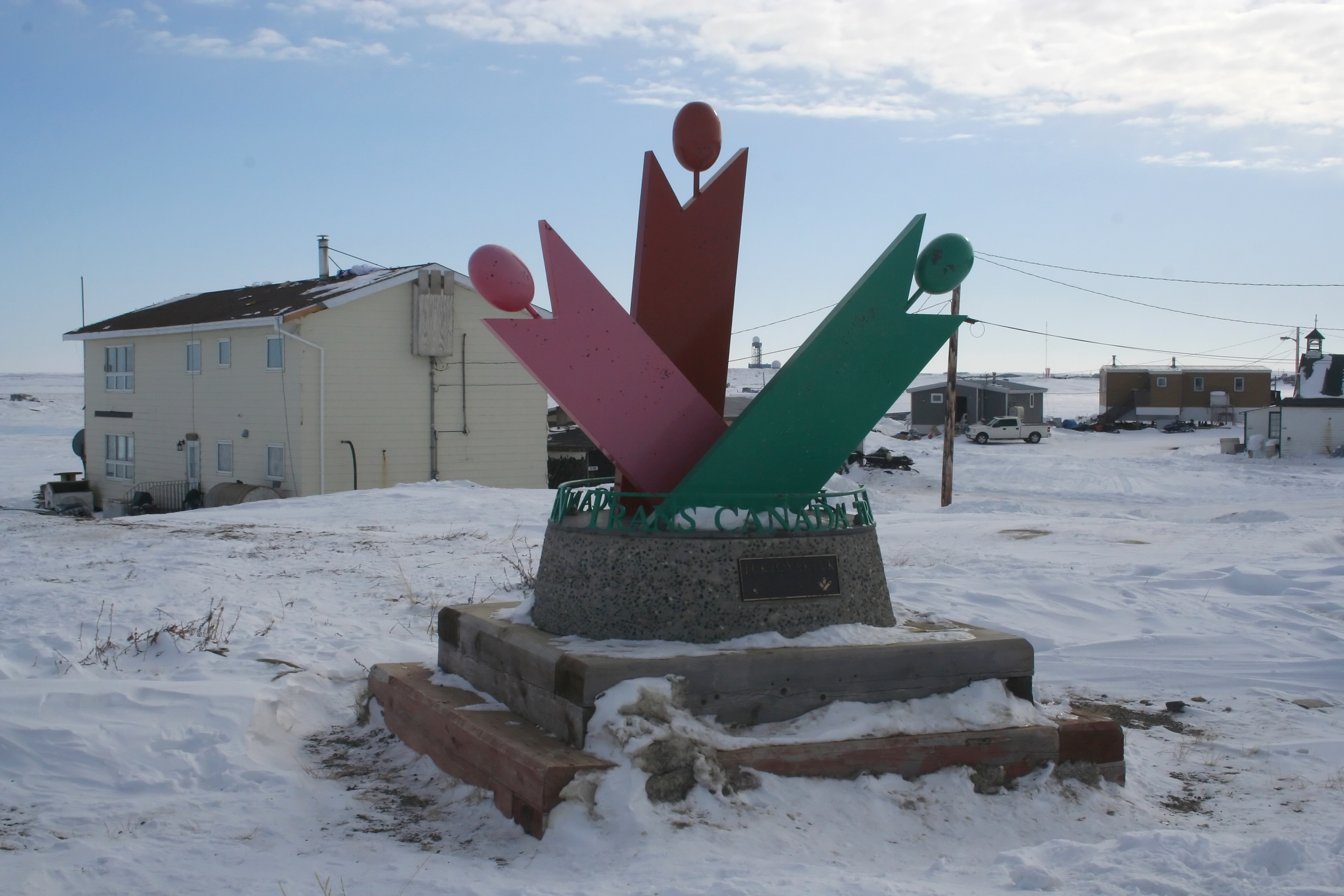
在图克托亚图克的加拿大横贯步道标志，西北地区
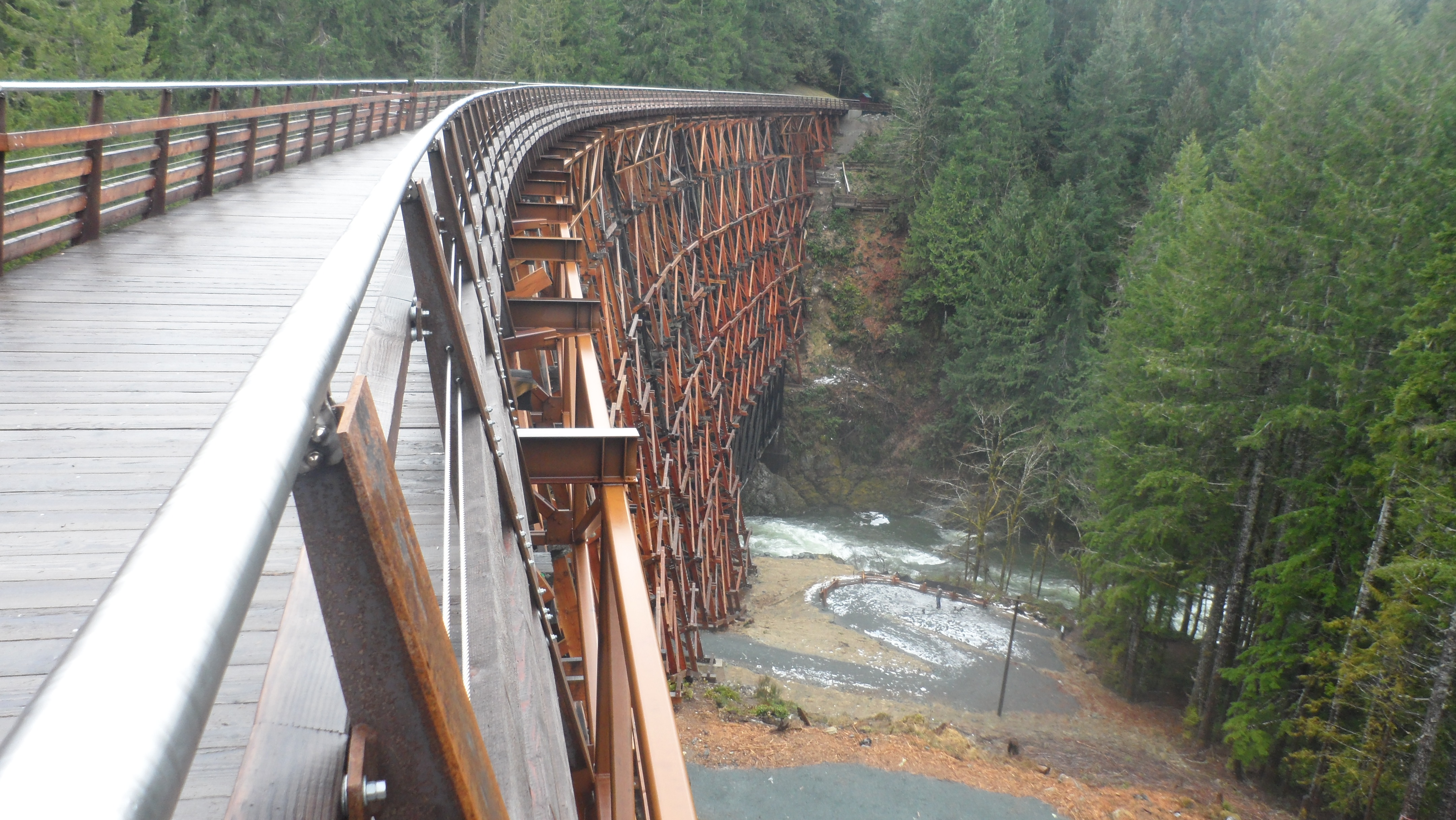
Kinsol Trestle是横跨科克西拉河的一个位于温哥华岛的新修复的桥梁
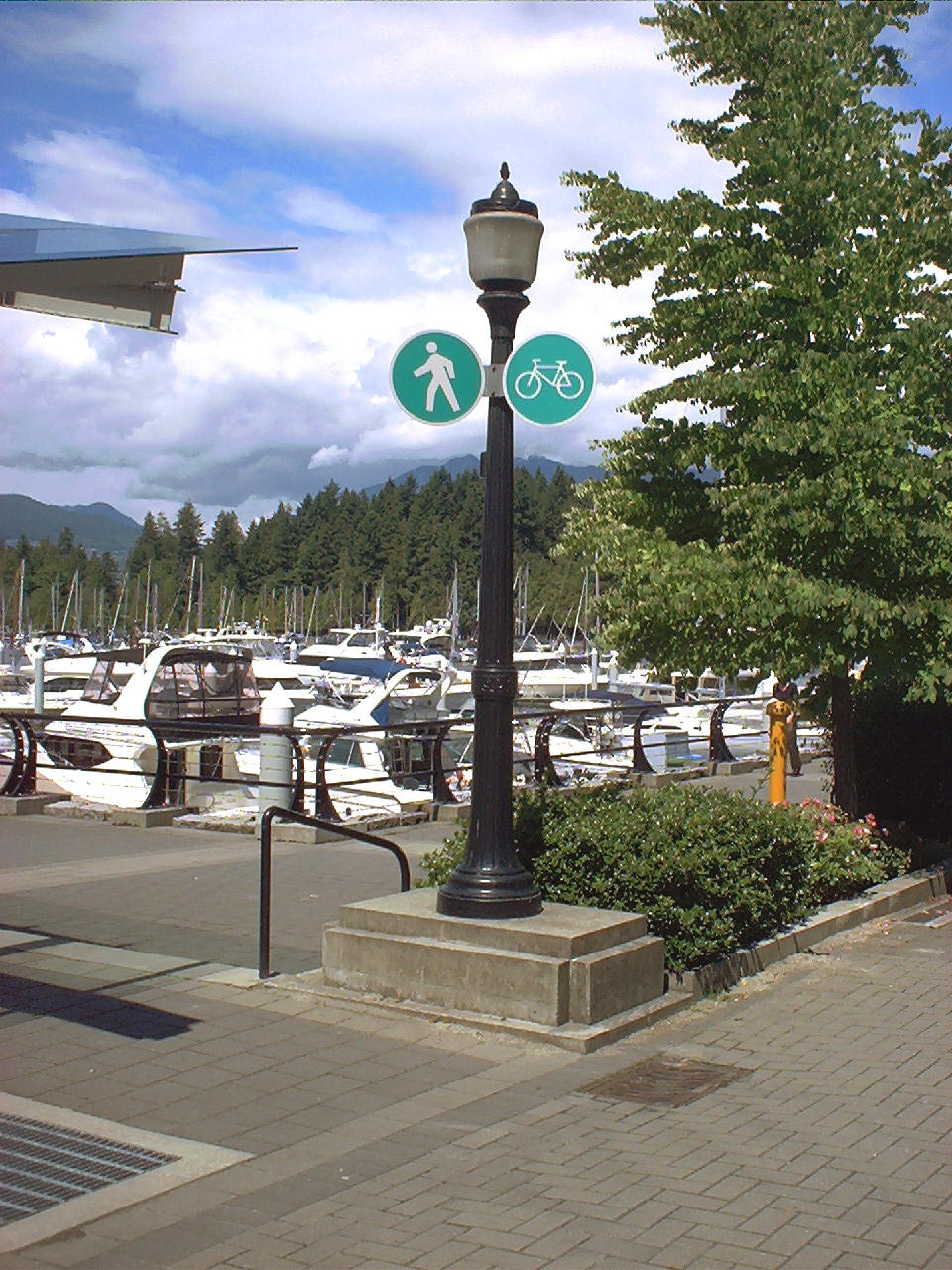
沿着温哥华市中心的高豪港的加拿大横贯步道, 不列颠哥伦比亚省
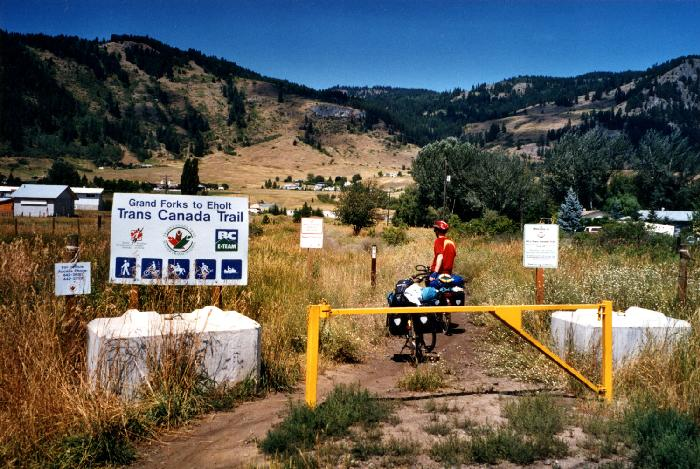
大福克斯（英语：Grand Forks, British Columbia）的加拿大横贯步道，不列颠哥伦比亚省
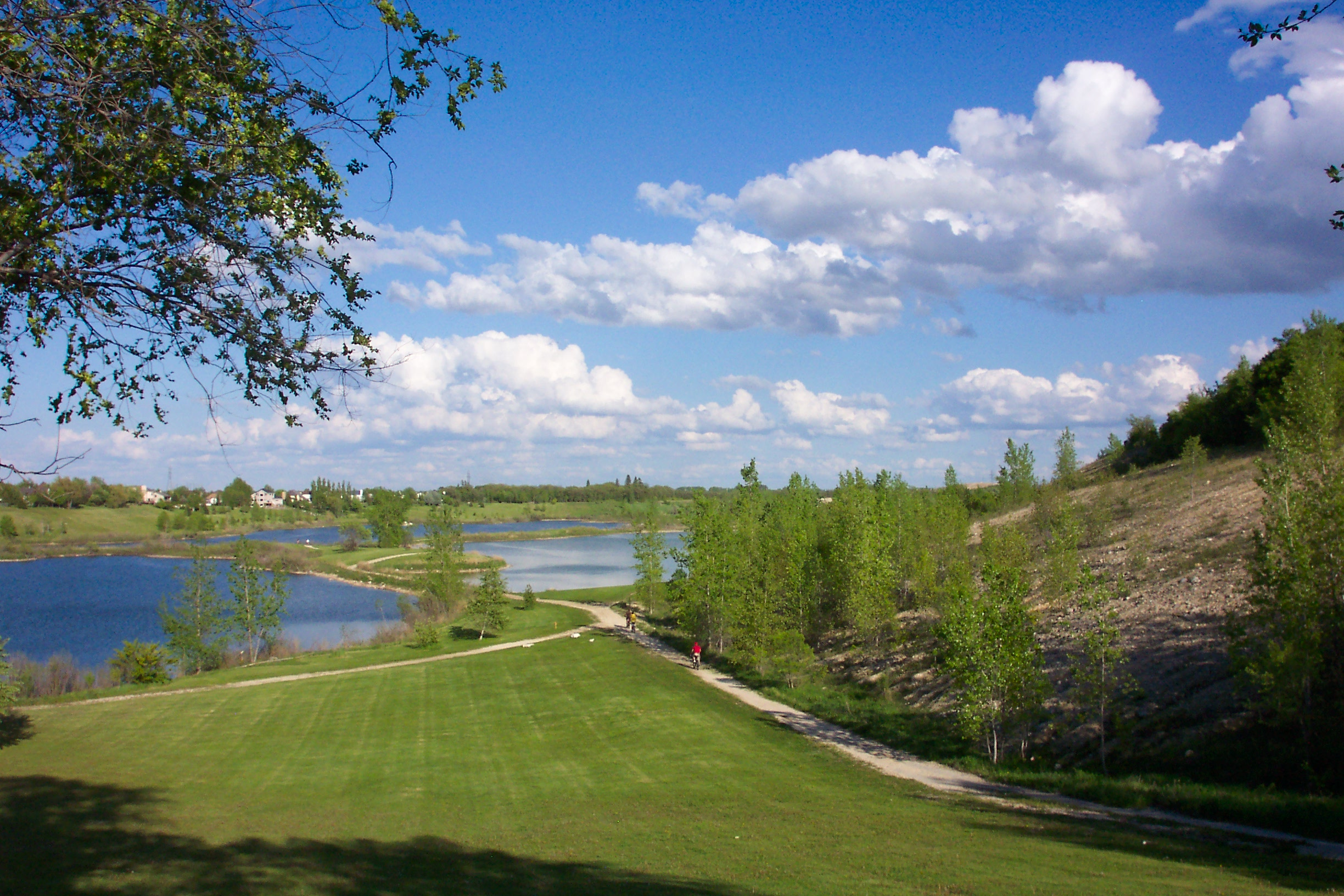
从东圣保罗市（英语：Rural Municipality of East St. Paul）伯兹希尔的Silver Springs公园眺望的加拿大横贯步道，马尼托巴省
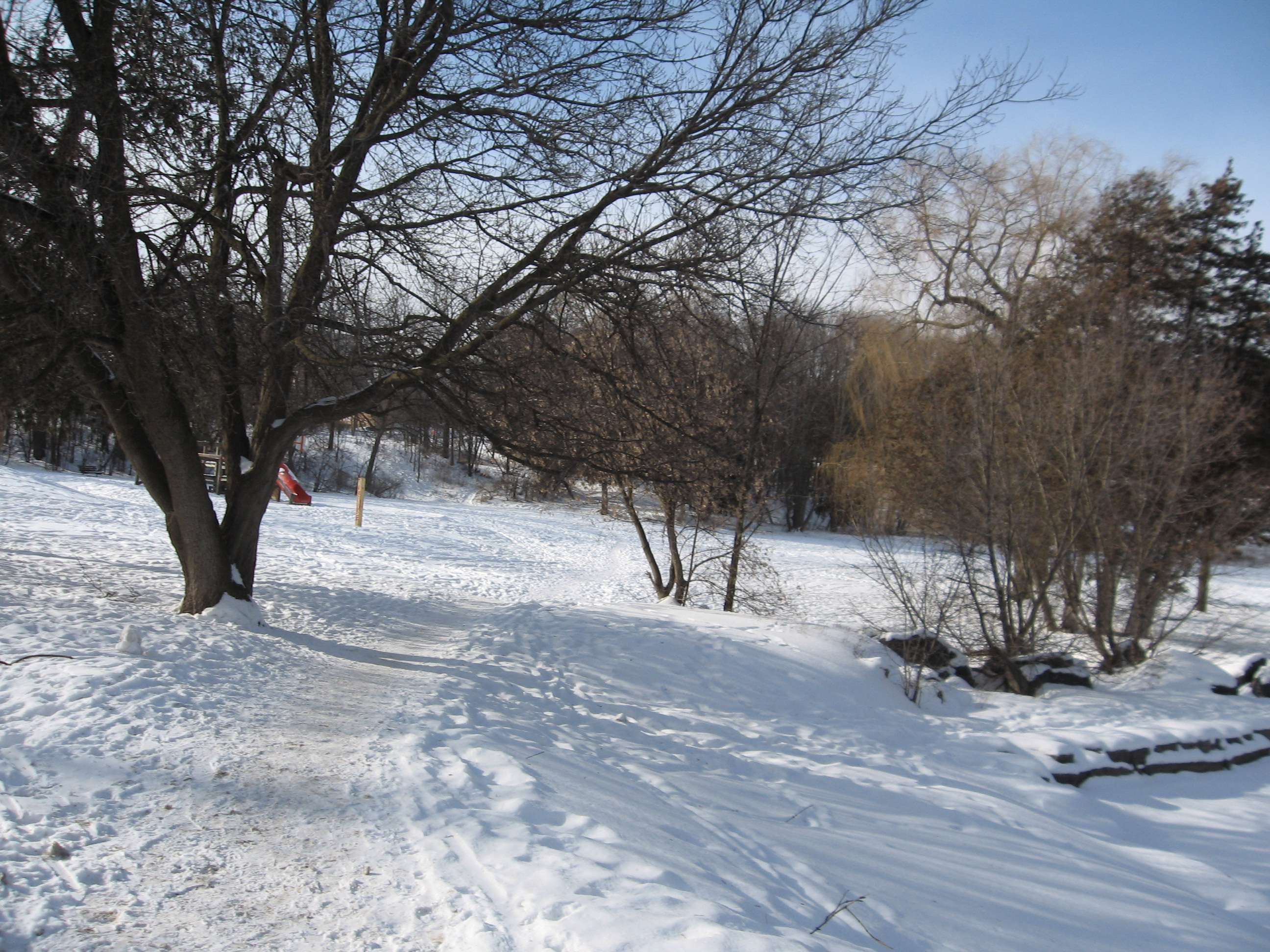
彼得堡的加拿大横贯步道（冬天），安大略省
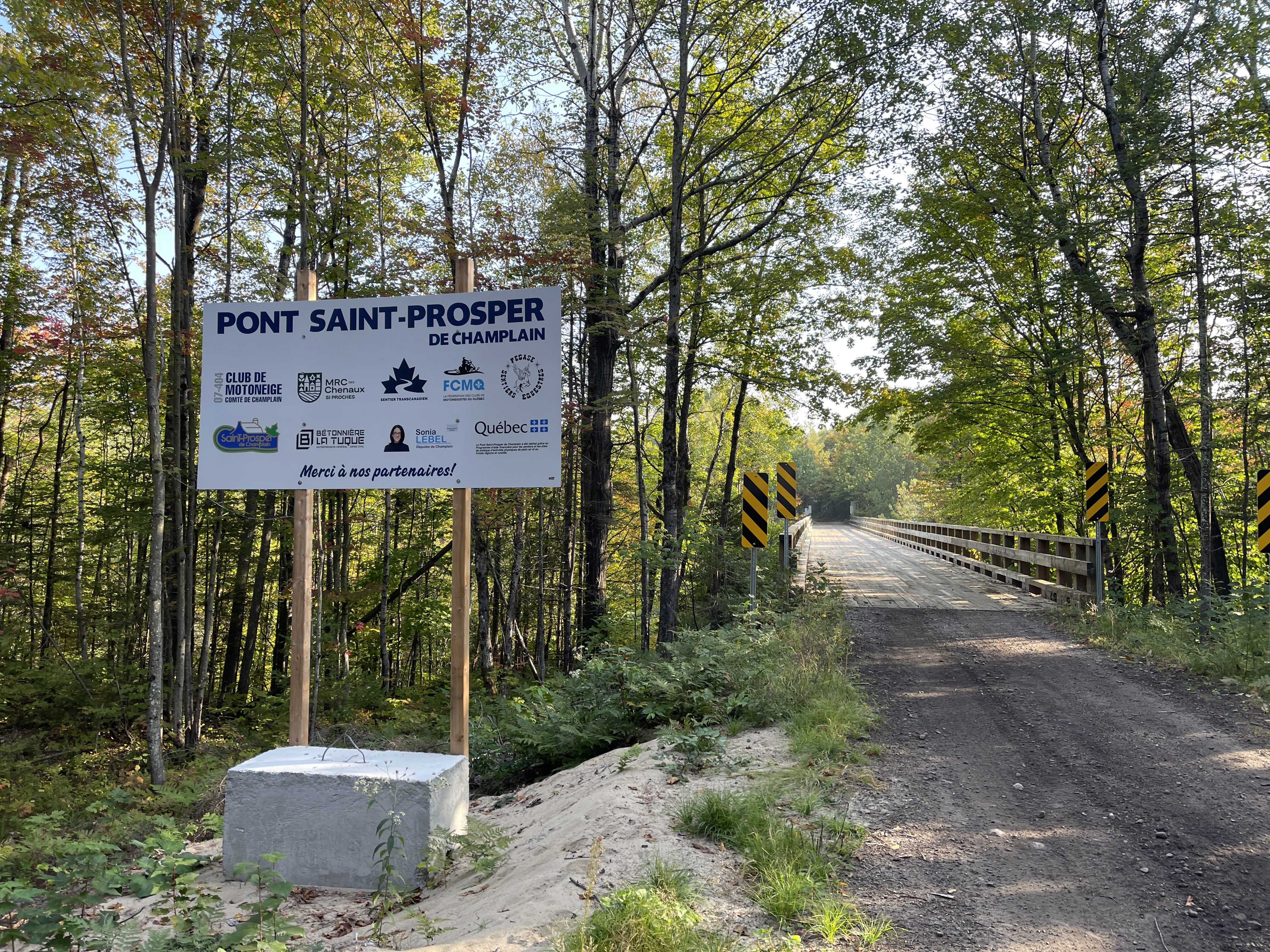
圣普罗斯珀德尚普兰（英语：Saint-Prosper-de-Champlain, Quebec）桥，由旧铁路线[4]改建成的加拿大横贯步道，魁北克省
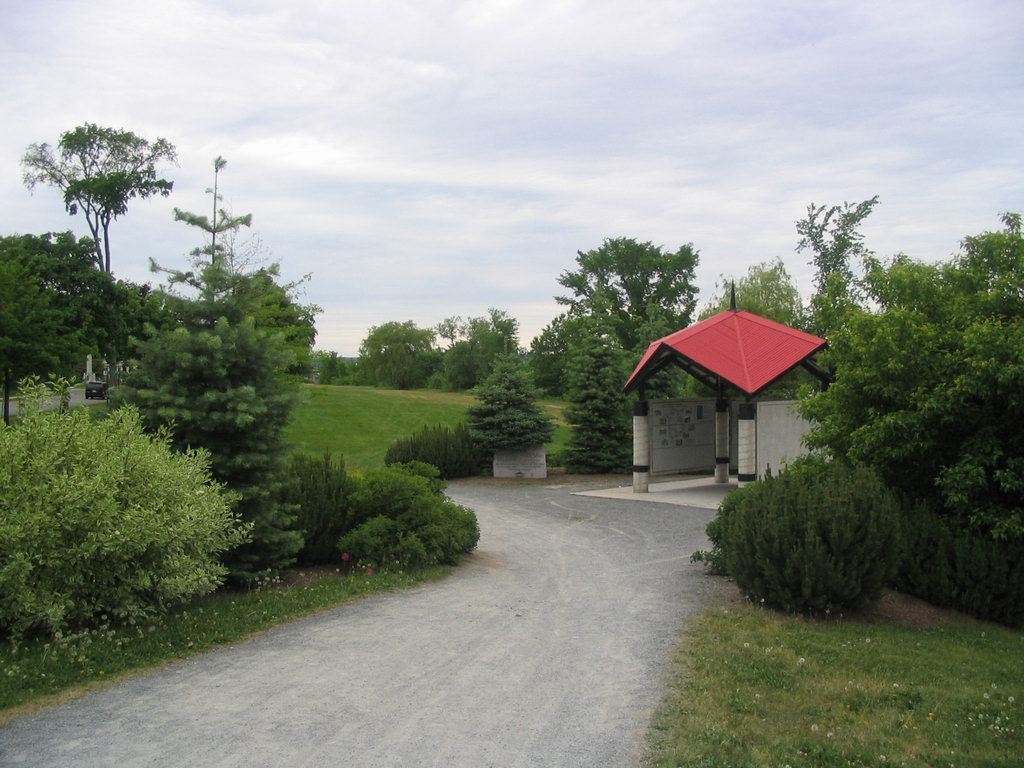
弗雷德里克頓的加拿大横贯步道亭，新不伦瑞克省